# Rhytidothorax aeriscutellum
Rhytidothorax aeriscutellum är en stekelart som först beskrevs av Girault 1915.  Rhytidothorax aeriscutellum ingår i släktet Rhytidothorax och familjen sköldlussteklar. Inga underarter finns listade i Catalogue of Life.